# Kouko Guehi
Kouko Guehi, de son nom complet Kouko Djédjé Hilaire Guehi, né le 27 décembre 1982 à San-Pédro, est un footballeur international ivoirien qui évoluait au poste du milieu défensif. 
Il commence sa carrière professionnelle au club ivoirien du Séwé Sports, avant de rejoindre le Raja Club Athletic en 2010. Il s'impose rapidement avec le club casablancais et s'adjuge le championnat lors de sa première saison, avant de remporter le doublé Coupe du trône-Championnat en 2013. Il s'avère décisif lorsque le Raja atteint la finale de la Coupe du monde des clubs en 2013, en inscrivant le but de la victoire lors des prolongations des quarts de finale contre le CF Monterrey.
Étant l'un des joueurs étrangers les plus capés du Raja CA, il est considéré comme l'un des meilleurs milieux de terrains de l'histoire du club.

## Biographie

### Club

#### Jeunesse et formation
Kouko Djédjé Hilaire Guehi voit le jour le 27 décembre 1982 à San-Pédro, grande ville du Sud-Ouest de la Côte d'Ivoire. Il effectue sa formation à l'ASEC Mimosas et intègre l'équipe première en 2001 mais ne réussit pas à s'imposer.

#### Plusieurs clubs ivoiriens
En 2004, il rejoint le Stade d'Abidjan. Il jouera ensuite pour plusieurs clubs ivoiriens à l'image du Satellite FC du Plateau, le Denguelé Sports d'Odienné avec lequel il dispute la Coupe de la confédération, la Jeunesse Club d'Abidjan, le Issia Wazy FC avant d'atterrir au Séwé Sports, plus grand club de sa ville natale.

#### Succès avec le Raja CA
Le 1er janvier 2010, il paraphe un contrat de trois saisons avec le Raja Club Athletic, alors sous la houlette du technicien portugais José Romão et s'impose comme un élément titulaire dès son arrivée,. Le 31 janvier, il joue son premier match avec les Verts au Stade Mohammed-V contre le Hassania d'Agadir (victoire 2-1).
Le 15 mai 2010, le Raja se déplace pour affronter l'AS FAR au titre de la dernière journée. En tête du classement, les Verts n'ont besoin que d'une victoire pour remporter le titre, et pourtant, un but de Ouaddouch à la 60e minute vient anéantir leurs rêves et offre le championnat au Wydad.

Le 21 mai 2011, le Raja est sacré champion du Maroc en battant l'Olympique de Khouribga (2-1), après qu'il a été mené au score, arborant par la même occasion son maillot de l'étoile des 10 titres. 

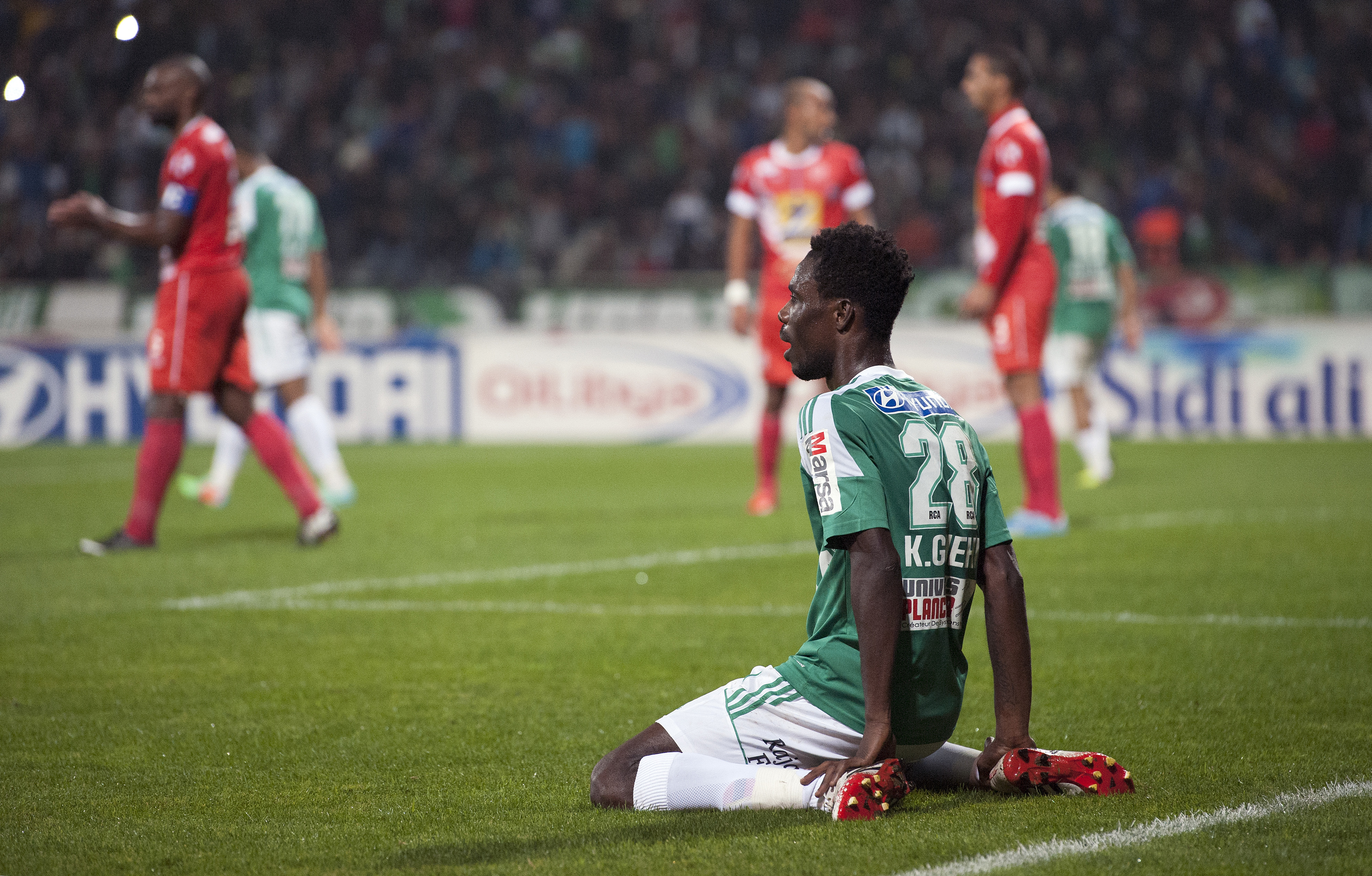
Kouko Guehi contre le Kawkab Marrakech le 2 janvier 2014

Le 25 mai 2013, le Raja reçoit le Difaâ d'El Jadida au titre de l'avant dernière journée du championnat. Au terme du premier carton, le Raja se retrouve mené au score 1-0. Un magnifique coup franc de Adil Kerrouchi à la 67e minute remet les pendules à l'heure. Et comme en 2011, un penalty transformé par Mohsine Moutouali  à la 90e minute de jeu offre au Raja le 11e championnat de son histoire, après l'avoir dominé tout le long de la saison. Le Raja se qualifie par la même occasion à la Coupe du monde des clubs 2013, organisée au Maroc, en tant que champion du pays hôte.
Pendant la Coupe du monde des clubs, il inscrit le but décisif de son équipe en quart de finale contre les Mexicains du FC Monterrey lors des prolongations. Il marque aussi un but lors du Derby de Casablanca contre le Wydad AC avec un coup de tête qui a permet au Raja d'égaliser le score à la 80e minute.
En 2018, après 5 ans et demi de loyaux services, Kouko Guehi, qui n’entre plus dans les plans du coach néerlandais Ruud Krol, trouve un accord d'une séparation à l'amiable avec les dirigeants du Raja, et quitte officiellement le club, le 21 juillet 2015. Kouko quitta le Raja après un magnifique parcours avec les Aigles Verts ce qu'il l'a rendu un des meilleurs joueurs étrangers dans l'histoire du club marocain et un des emblèmes et chouchous des supporters.

#### OC Safi
Le Maroco-Ivoirien, qui a disputé 23 matches de la Botola Pro 2014-2015 sous le maillot du Raja, s'engage avec l'Olympique de Safi, le 16 septembre 2015, jusqu’à la fin de la saison, après une demande de l’entraineur Aziz El Amri, selon le porte parole du club Brahim El Falaki lors de l’émission Yaoumiyat El Andia à Radio Mars. 
Il quitte le club après six mois car il ne jouait pas en tant que titulaire.

#### Fin de carrière
Kouko rejoint en 2016 le club de la deuxième division le Rapide Oued Zem en compagnie de l'ancien Rajaoui Rachid Soulaimani. En 2017, le club de Oued Zem est sacré champion et évolua donc la saison prochaine dans le GNF1.

### Sélection nationale
Il est sélectionné avec l'équipe de Côte d'Ivoire -17 ans.
Il figure parmi les 25 joueurs convoqués par le sélectionneur national, Georges Kouadio qui prendront part au CHAN qui se déroulera entre le 22 février – 08 mars 2009 à Abidjan et à Bouaké. Il est acclamé pour ses prestations plus particulièrement au deuxième match contre la Tanzanie.

## Palmarès
Raja Club Athletic (3)
- Championnat du Maroc (2)
  - Champion en 2011 et 2013.
  - Vice-champion en 2010 et 2014.
- Coupe du Trône (1)
  - Champion en 2012.
  - Finaliste en 2013.
- Coupe du monde des clubs
  - Finaliste en 2013.

 ASEC Mimosas (3)
- Championnat de Côte d'Ivoire (2)
  - Champion en 2002 et 2003
- Coupe de Côte d'Ivoire (1)
  - Vainqueur en 2003

 Rapide Oued Zem (1)
- Championnat du Maroc D2 (1)
  - Champion en 2017.

 Jeunesse Club d'Abidjan (1)
- Coupe de Côte d'Ivoire
  - Finaliste en 2008.